# Promozione Trentino-Alto Adige 1984-1985
Nella stagione 1984-1985 la Promozione era sesto livello del calcio italiano (il massimo livello regionale). Qui vi sono le statistiche relative al campionato in Trentino-Alto Adige.
Il campionato è strutturato in vari gironi all'italiana su base regionale, gestiti dai Comitati Regionali di competenza. Promozioni alla categoria superiore e retrocessioni in quella inferiore non erano sempre omogenee; erano quantificate all'inizio del campionato dal Comitato Regionale secondo le direttive stabilite dalla Lega Nazionale Dilettanti, ma flessibili, in relazione al numero delle società retrocesse dal Campionato Interregionale e perciò, a seconda delle varie situazioni regionali, la fine del campionato poteva avere degli spareggi sia di promozione che di retrocessione.

## Squadre partecipanti
| Squadra                         | Città                              |
| ------------------------------- | ---------------------------------- |
| A.C. Bolzano                    | Bolzano (BZ)                       |
| S.S.V. Bressanone / Brixen      | Bressanone (BZ)                    |
| S.S. Condinese                  | Condino (TN)                       |
| A.S. Fersina                    | Pergine Valsugana (TN)             |
| U.S. Gardolo                    | Trento (TN)                        |
| U.S. Garibaldina                | San Michele all'Adige (TN)         |
| A.S. Laives / Leifers           | Laives (BZ)                        |
| U.S. Lavis                      | Lavis (TN)                         |
| U.S. Levico Terme               | Levico Terme (TN)                  |
| G.S. Olivolimpia                | Arco (TN)                          |
| U.S. Oltrisarco                 | Bolzano (BZ)                       |
| U.S. Passirio Merano            | Merano (BZ)                        |
| U.S. Rotaliana                  | Mezzolombardo (TN)                 |
| U.S. Salorno / Salurn           | Salorno (BZ)                       |
| A.S.C. Sankt Martin in Passeier | San Martino in Passiria (BZ)       |
| S.C. Sankt Pauls                | Appiano sulla Strada del Vino (BZ) |

## Classifica finale
|  | Pos. | Squadra               | Pt | G  | V  | N  | P  | GF | GS | DR  |
|  | ---- | --------------------- | -- | -- | -- | -- | -- | -- | -- | --- |
|  | 1.   | Passirio Merano       | 39 | 30 | 15 | 9  | 6  | 35 | 20 | +15 |
|  | 2.   | Sankt Martin Passeier | 39 | 30 | 15 | 9  | 6  | 37 | 19 | +18 |
|  | 3.   | Levico Terme          | 39 | 30 | 15 | 9  | 6  | 41 | 25 | +16 |
|  | 4.   | Gardolo               | 37 | 30 | 12 | 13 | 5  | 26 | 17 | +9  |
|  | 5.   | Fersina               | 35 | 30 | 9  | 17 | 4  | 24 | 23 | +1  |
|  | 6.   | Laives / Leifers      | 32 | 30 | 10 | 12 | 8  | 23 | 19 | +4  |
|  | 7.   | Oltrisarco            | 30 | 30 | 10 | 10 | 10 | 29 | 27 | +2  |
|  | 8.   | Rotaliana             | 30 | 30 | 9  | 12 | 9  | 22 | 26 | -4  |
|  | 9.   | Garibaldina           | 29 | 30 | 9  | 11 | 10 | 27 | 30 | -3  |
|  | 10.  | Salorno / Salurn      | 27 | 30 | 10 | 7  | 13 | 35 | 37 | -2  |
|  | 11.  | Olivolimpia           | 27 | 30 | 9  | 9  | 12 | 30 | 32 | -2  |
|  | 12.  | Lavis                 | 26 | 30 | 9  | 8  | 13 | 28 | 32 | -4  |
|  | 13.  | Bressanone / Brixen   | 26 | 30 | 7  | 12 | 11 | 23 | 30 | -7  |
|  | 14.  | Sankt Pauls           | 23 | 30 | 7  | 9  | 14 | 30 | 42 | -12 |
|  | 15.  | Bolzano               | 22 | 30 | 9  | 4  | 17 | 28 | 45 | -17 |
|  | 16.  | Condinese             | 19 | 30 | 6  | 7  | 17 | 24 | 38 | -14 |

## Spareggi Promozione
- Passirio-St. Martin 0-0
- St. Martin-Levico Terme 0-0
- Levico Terme-Passirio 0-2

Classifica
- Passirio 3
- St.Martin 2
- Levico Terme 1